# 零式艦上戦闘記 弐
『零式艦上戦闘記 弐』（れいしきかんじょうせんとうき・2）はタイトーより発売されたPlayStation 2用歴史シューティングゲーム。開発はマリオネット。2006年2月23日発売。2008年1月10日にPlayStation Portable移植版がグローバル・A・エンタテインメントより発売された。
前作『零式艦上戦闘記』（同）の続編でありシリーズを通じて歴史の“if”を主題としている（しかし、前作はニンテンドー ゲームキューブ用ソフト『零ファイター撃墜戦記』に若干のミッションと使用可能機体を追加して移植したものであり、“if”と呼べる要素は決して多くはなかった。続編である本作は“if”を取り入れたミッションも多くなっている）。
基本的な流れはプレイヤーが太平洋戦争時の戦闘機を操り、用意されたミッションをクリアしていくというもの。ミッションの結果次第で計60機に及ぶ航空機が使用できるようになり、「VSモード」において設定を変えることで様々な状況を再現できる。

## ゲーム概要
- ミッションモード
- VSモード
- コレクションモード

## 登場兵器
- 戦艦大和（プレイヤー使用不可）
- 戦艦武蔵（プレイヤー使用不可）